# Post-Politik
Post-Politik (auch Postpolitik) ist ein zeitdiagnostischer Begriff der politischen Philosophie, mit dem Gesellschaften beschrieben werden, in denen die bestehende politische Grundstruktur als unveränderlich und alternativlos betrachtet wird und in denen der grundsätzliche politische Konflikt fehlt. Es gibt Überschneidungen zu dem, was Postdemokratie meint. Während es bei Postdemokratie aber um den Verlust von Partizipation geht, steht bei Post-Politik die Abwesenheit von Auseinandersetzungen (Diskurs-Verzicht) im Vordergrund.
Chantal Mouffe und Slavoj Žižek verwenden den Begriff unter Rückgriff auf Jacques Rancières Kritik der Konsensdemokratien. Für Rancière ist Politik notwendigerweise konfliktreich, das konfliktfreie Feld der Politik nennt er Polizei (eine Reihe von Prozeduren mit denen Macht organisiert, Konsens hergestellt und Plätze sowie Rollen innerhalb der Gesellschaft attributiert werden). Žižek versteht unter Post-Politik die Verwerfung des Politischen zugunsten von Policy-Maßnahmen, endlosen Verhandlungen sowie Politikmanagement. Mouffe nennt die Politik des dritten Weges, wie sie von den Soziologen Anthony Giddens und Ulrich Beck als „Propheten einer »Politik ohne Gegner«“ vertreten wurde, Post-Politik.
Beide, Mouffe und Žižek, sehen die Gefahr von Post-Politik darin, dass der verdrängte Antagonismus als rassistischer Hass und als Rechtsextremismus wiederkehren könnte, besonders wenn der Rechtsextremismus das einzige diskursive Angebot in einer vollständig konsensualen Gesellschaft ist.